# Owsley Stanley
Augustus Owsley Stanley III (Kentucky, 19 de janeiro de 1935 - Queensland, 13 de março de 2011) foi um químico estadunidense que se tornou conhecido por ser o primeiro a fabricar individualmente grandes quantidades de dietilamida do ácido lisérgico, substância mais conhecida como LSD.
Foi também colaborador do grupo psicodélico The Grateful Dead. Stanley morreu devido a um acidente automobilístico na Austrália.